# 化工镇
化工镇，是中华人民共和国河南省焦作市孟州市下辖的一个乡镇级行政单位。

## 行政区划
化工镇下辖以下地区：
南刘庄村、中化村、高庄村、谢庄村、杜庄村、后街村、高桥村、贺庄村、段庄村、东光村、海头村、东孟港村、西孟港村、南开仪村、新北村、晁庄村、横山村、云水村、石井村和许庄村。